# جامعة ماديرا
جامعة ماديرا (بالبرتغالية: Universidade da Madeira‏) هي جامعة عامة برتغالية، تأسست عام 1988 في فونشال، ماديرا. تقدم الجامعة الشهادات الجامعية الأولى والثانية والدكتوراه في مجموعة واسعة من المجالات، وفقًا لمشروع بولونيا. 

## التاريخ
يعود حرم الجامعة إلى القرن السادس عشر للكلية اليسوعية. تأسست أول مؤسسة للتعليم العالي، وهي كلية الطب، في فونشال في القرن الثامن عشر. في عام 1978، أنشأت جامعة لشبونة حرمًا جامعيًا في ماديرا، ومن عام 1983 إلى عام 1986، بدأ الحرم الجامعي اليوم في التبلور، حيث قدم دورات في مجالات العلوم والتكنولوجيا والفنون والعلوم الإنسانية والعلوم الاجتماعية. في عام 1985 ، تم دمج مدرسة الفنون التطبيقية للتمريض؛ في عام 1989، مدرسة الفنون التطبيقية للتعليم. في عام 1996، أنشأت الحكومة البرتغالية وجامعة لشبونة رسميًا جامعة ماديرا كمؤسسة مستقلة. في عام 2008، احتفلت الجامعة بالذكرى العشرين لتأسيسها.
اليوم، يختار طلاب البكالوريوس والدراسات العليا من بين مجموعة واسعة من البرامج في العديد من الأقسام، بما في ذلك الفن والتصميم، وعلم الأحياء، والطب، والتربية البدنية والرياضة، واللغة الإنجليزية، والدراسات الألمانية، والدراسات الرومانية، والفيزياء، والإدارة والاقتصاد، والرياضيات والهندسة، وعلم النفس والدراسات الإنسانية والكيمياء ومدرسة التمريض. تشمل البرامج المحددة الفن والوسائط المتعددة، وثقافة الاتصال والمنظمات، والعلوم التربوية.

## الكليات
تتكون جامعة ماديرا من الكليات التالية:
- كلية الآداب والعلوم الإنسانية
- كلية العلوم الدقيقة والهندسة
- كلية العلوم الاجتماعية
- كلية علوم الحياة
- كلية العلوم الصحية
- كلية التكنولوجيا والإدارة